# Panopoda cressoni
Panopoda cressoni är en fjärilsart som beskrevs av Augustus Radcliffe Grote 1863. Panopoda cressoni ingår i släktet Panopoda och familjen nattflyn. Inga underarter finns listade i Catalogue of Life.